# Ľudovít Maróthy
Ľudovít Maróthy (Ľuboreč, 5 luglio 1863 – Lalić, 5 agosto 1899) è stato uno scrittore e pastore protestante slovacco.
Scrisse anche con lo pseudonimo di Ľudovít Ľuborečský.

## Biografia
Era figlio del pastore protestante Daniel Maróthy e fratello della più famosa scrittrice Elena Maróthy-Šoltésová. 
Studiò al ginnasio di Martin, e in quelli di Banská Bystrica e Presburgo, l'odierna Bratislava. Studiò poi teologia luterana a Bratislava, a Vienna e a Lipsia, ma nel frattempo studiò anche medicina. A Vienna fu presidente del circolo studentesco slovacco Tatran. Ordinato sacerdote luterano, esercitò il ministero in Jugoslavia.
Fin dagli anni in cui era studente si dedicò all'attività letteraria. Pubblicò quadretti umoristici e brevi racconti di ambientazione studentesca o rurale. Ravvivava il suo stile con elementi delle parlate popolari, soprattutto dei dialetti della regione tradizionale di Novohrad. 